# NSB
NSB (Norge Statsbaner) este o societate feroviară de transport călători din Norvegia.